# Hero Tales - Le cronache di Hagun
Hero Tales - Le cronache di Hagun (獣神演武?, Jūshin Enbu) è un manga scritto da Jin-Zhou Huan e disegnato da Hiromu Arakawa. La storia è incentrata attorno alla cultura e al folclore cinese, in particolare sul sottogenere letterario delle arti-marziali denominato wuxia. L'opera è stata serializzata mensilmente sulla rivista Gangan Powered dal 2006 al 12 agosto 2010. I capitoli sono stati raccolti da Square Enix in cinque volumi tankōbon. In Italia il manga è stato pubblicato da Panini Comics, che ha fatto uscire i primi quattro volumi da maggio ad agosto 2010 e l'ultimo a maggio 2011.
Il 7 ottobre 2007 è iniziata la trasmissione di una serie televisiva anime, di 26 episodi prodotta dallo Studio Flagche si è conclusa il 30 marzo 2008.

## Trama
Le vicende di Hero Tales ruotano attorno ai sette eroi dell'Hokushin Tenkun, ovvero le sette persone che dentro di loro portano il potere delle stelle dell'Orsa Maggiore. Tra questi sette eroi i più potenti sono Hagun e Tonrou, che secondo la profezia si contenderanno il dominio del mondo. Taito Shirei porta dentro di sé il potere di Hagun senza saperlo, per questo vive una vita serena con sua sorella Raira. Taito fa parte del gruppo seiryuutou (nella mitologia cinese, il seiryuutou è il drago blu), che lotta costantemente contro il genroutou (lett. "Gruppo del lupo nero").
Così un giorno dopo una battaglia contro il genroutou nella quale Taito esce vittorioso, il nostro protagonista incontra Ryuuko che si rivelerà essere poi uno dei sette eroi ovvero "Bukyoku" e cioè la stella più vicina ad Hagun. Taito deve affrontare Ryuuko in un esame che lo farà diventare adulto. Purtroppo per poter superare l'esame bisogna perderlo cosa che secondo Taito non potrà mai avvenire. Però Hagun ha la peggio e quindi come regalo a Taito viene donata la Kenkaranbu ovvero la spada del conquistatore (però questa spada può essere estratta solo da un vero eroe).
Di lì a poco la spada viene sottratta da Shimei il quale dice a Taito di far parte del Genroutou, ma poi lo smentisce nel quarto volume. Nell'occasione dello scontro Taito vedendo che Shimei sta per uccidere Raira, rivela il suo potere perdendo il controllo. Riesce ad estrarre la Kenkaranbu e la lancia contro Shimei che ne viene trafitto e scaraventato contro un muro. Alla fine Raira fa calmare Taito in un modo piuttosto buffo (con una testata) che fa riprendere Taito che si arrabbia con la sorella.
In seguito Taito nota che il corpo di Shimei è sparito assieme alla kenkaranbu. Decide, così, di partire da solo. però per vari motivi, al gruppo si aggiungono anche Raira e Ryuuko. Dopo la loro partenza al gruppo si aggiungeranno anche le altre stelle che aiuteranno Taito verrà a conoscenza del fatto che il comandante del Genroutou, il generale Keiro è Tonrou e il quel momento capisce che è stato Keiro a mandare Shimei al suo villaggio per la kenkaranbu, e quindi capisce che se rivuole la spada deve trovare il Generale Keiro ed è così che avrà inizio una storia che seppur corta possiede molti misteri e momenti avvincenti.

## Manga

### Capitoli
| Nº | Titolo italiano Giapponese 「Kanji」 - Rōmaji | Data di prima pubblicazione              | Data di prima pubblicazione |
| Nº | Titolo italiano Giapponese 「Kanji」 - Rōmaji | Giapponese                               | Italiano                    |
| 1  | Hero Tales - Le cronache di Hagun 1 「獣神演武 １」 - Jūshin Enbu 1 | 11 agosto 2007 ISBN 978-4-75-752065-3    | 13 maggio 2010              |
| 1  | Capitoli - 1. Hagun ruggisce (破軍吼ゆる?, Hagun kou yuru) - 2. Piove... (雨降りて...?, Ame ori te...) - 3. La notte delle stelle cadenti (星の降る夜?, Hoshi no furu yoru) |                                          |                             |
| 2  | Hero Tales - Le cronache di Hagun 2 「獣神演武 ２」 - Jūshin Enbu 2 | 22 gennaio 2008 ISBN 978-4-75-752208-4   | 10 giugno 2010              |
| 2  | Capitoli - 4. L'ombra del lupo (狼の影?, Ōkami no kage) - 5. Effimero (うたかた?, Utakata) - 6. Notte stellata (そこにある闇?, Sokoniaru yami) - 7. Tramando qualcosa... (蠢動せし...?, Shundō seshi...) |                                          |                             |
| 3  | Hero Tales - Le cronache di Hagun 3 「獣神演武 ３」 - Jūshin Enbu 3 | 22 settembre 2008 ISBN 978-47-5-752325-8 | 15 luglio 2010              |
| 3  | Capitoli - 8. Le fauci del lupo lunare (月狼の贄?, Tsuki ōkami no ago) - 9. La notte del sacrificio (贄の夜?, Nie no yoru) - 10. Strade separate (うしなわれしものたち?, Ushinawa reshimono tachi) - 11. Il dragone nero (黒き龍?, Kuroki ryū) |                                          |                             |
| 4  | Hero Tales - Le cronache di Hagun 4 「獣神演武 ４」 - Jūshin Enbu 4 | 22 giugno 2009 ISBN 978-47-5-752581-8    | 19 agosto 2010              |
| 4  | Capitoli - 12. Legame doloroso (-?, -) - 13. I cinque Goshintoushin (新たなる者?, Arata naru mono) - 14. Ali spezzate (散ル羽根落布?, Chiru hane rakufu) - 15. Il luogo prescelto (在処?, Arika) |                                          |                             |
| 5  | Hero Tales - Le cronache di Hagun 5 「獣神演武 ５」 - Jūshin Enbu 5 | 22 novembre 2010 ISBN 978-47-5-753055-3  | 19 maggio 2011              |
| 5  | Capitoli - 16. L'origine del vortice (根源の渦?, Kongen no uzu) - 17. Per il bene di qualcuno... (誰がための。。。?, Tagatameno) - 18. Preziosi sentimenti (尊き思い?, Tattoki omoi) - 19. Il tempo della riunione (サイカイの刻?, Saikai no toki) - 20. Desideri irrealizzabili, desideri inesprimibili (叶わぬ願い 届かぬ思い?, Kanawanu negai todokanu omoi) - 21. La fine della battaglia (演武の果て?, Enbu no hate) |                                          |                             |

## Anime

I personaggi nell'anime

### Musiche
Opening
"Winterlong" dei Beat Crusaders
"Flashback" degli High and Mighty Color
Ending
"Kakegae no nai Hito e (かけがえのない人へ)" di Mai Hoshimura
"Komorebi no Uta" degli High and Mighty Color

### Episodi
| Nº | Giapponese 「Kanji」 - Rōmaji                        | In onda          | In onda |
| Nº | Giapponese 「Kanji」 - Rōmaji                        | Giapponese       |         |
| 1  | 「破軍吼ゆる刻」 - Pò jūn hǒuyuru kè                 | 7 ottobre 2007   |         |
| 2  | 「武曲の宿業(さだめ)」 - Bukyoku no shukugō (sadame) | 14 ottobre 2007  |         |
| 3  | 「操気の契り」 - Honorable Pledge                    | 21 ottobre 2007  |         |
| 4  | 「五神闘士」 - Sōkinochigiri                         | 28 ottobre 2007  |         |
| 5  | 「病みし帝国」 - Yamishi teikoku                     | 4 novembre 2007  |         |
| 6  | 「紅き英傑」 - Akakieiketsu                          | 11 novembre 2007 |         |
| 7  | 「悲しみの禄存」 - Kanashimi no rokuzon              | 18 novembre 2007 |         |
| 8  | 「渓谷に木霊するは…」 - Keikoku ni kodamasuru wa…    | 25 novembre 2007 |         |
| 9  | 「帝都にさす影」 - Teito ni sasu kage                | 2 dicembre 2007  |         |
| 10 | 「孤独なる皇帝」 - Kodokunaru kōtei                  | 9 dicembre 2007  |         |
| 11 | 「北辰紀記」 - Hokushin ki ki                        | 16 dicembre 2007 |         |
| 12 | 「月下の煌き」 - Gekka no kō ki                      | 23 dicembre 2007 |         |
| 13 | 「二天神尊」 - Ni tenjin mikoto                      | 30 dicembre 2007 |         |
| 14 | 「闘牙回頭」 - Tō kiba kai atama                     | 6 gennaio 2008   |         |
| 15 | 「破軍の道標」 - Hagun no dōhyō                      | 13 gennaio 2008  |         |
| 16 | 「天(あま)食む貪狼」 - Ten (ama) hamu don ookami     | 20 gennaio 2008  |         |
| 17 | 「父子の絆」 - Fushi no kizuna                       | 27 gennaio 2008  |         |
| 18 | 「蓮通寺炎上」 - Hasu toori tera enjō                | 3 febbraio 2008  |         |
| 19 | 「わかたれし星」 - Wakatareshi hoshi                 | 10 febbraio 2008 |         |
| 20 | 「動乱の幕開け」 - Dōran no makuake                  | 17 febbraio 2008 |         |
| 21 | 「悲憤の白衣」 - Hifun no hakui                      | 24 febbraio 2008 |         |
| 22 | 「帝都錯綜(さくそう)」 - Teito sakusō (sakusō)       | 2 marzo 2008     |         |
| 23 | 「激突」 - Gekitotsu                                 | 9 marzo 2008     |         |
| 24 | 「暴走せし宿業」 - Bōsō seshi shukugō                | 16 marzo 2008    |         |
| 25 | 「貪狼神」 - Don ookami kami                         | 23 marzo 2008    |         |
| 26 | 「演武の果て」 - Enbu no hate                        | 30 marzo 2008    |         |